# Alchemilla mutisii
Alchemilla mutisii é uma espécie de rosácea do gênero Alchemilla, pertencente à família Rosaceae.